# Auxiliary Territorial Service

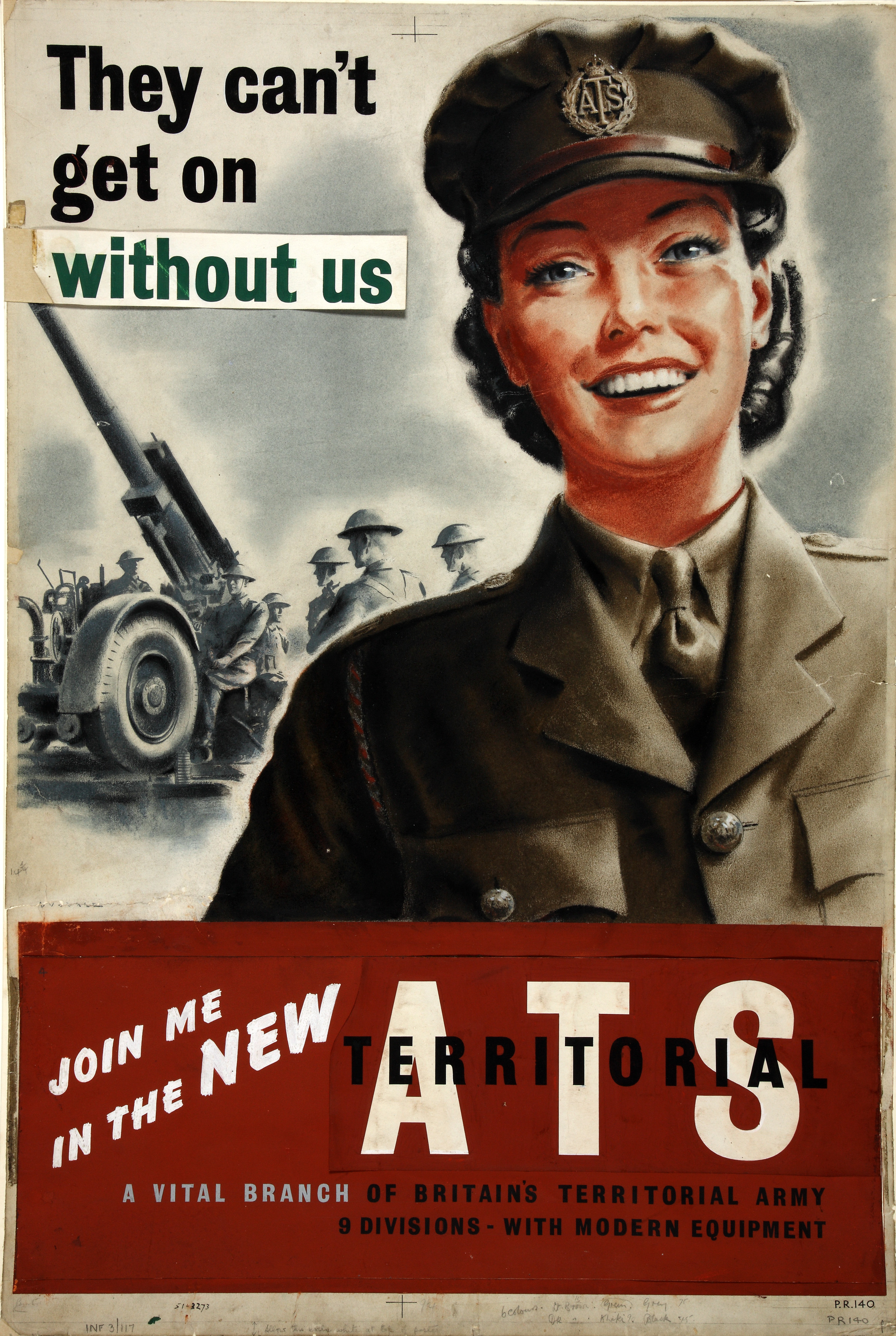
INF3-117 Forces Recruitment ATS They can't get on without us Artist Dugdale

Auxiliary Territorial Service (ATS) var en avdelning inom Storbritanniens armé 1938-1949. Den mobiliserade kvinnor i krigsarbete inom militären under andra världskriget.